# 孔林德
孔林德（丹麥語：Lars Kolind，1947年5月5日—），丹麥企業家、作家、演說家、客座教授、非執行董事，格蘭富集團前董事會主席 。於1972年獲得奧胡斯大學數學碩士，並於1977年獲得哥本哈根商學院（Copenhagen Business School）商學士。自2000年起擔任奧胡斯大學商學院（奧胡斯商學院）領導力及戰略客座教授。

## 職業生涯
孔林德於1981-1984年擔任丹麥 RISOE 國家可再生能源實驗室的行政副總裁，於1984年至1988年任丹麥醫療技術公司 Radiometer 的首席運營官（COO）。其後十年間（1988年-1998年），孔林德擔任 William Demant 控股公司執行總裁，該公司擁有助聽器製造商奧迪康聽力集團（Oticon）。孔林德於1988-90年領導奧迪康扭轉了財政狀況，转亏为盈；並於1991年設計和實施所謂麵條式組織結構（Spaghetti Organization），孔林德將公司轉型成世界首個知識型無紙运作的機構。這一种新的組織結構，使奧迪康銷售業績翻番，稅前利潤從1991年的2 百萬丹麥克朗增長至1995年的1.36 億丹麥克朗。孔林德於1998年從 William Demant 控股公司離任。孔林德的奧迪康案例被眾多文章和書籍述及，其中包括1993年湯姆·彼得斯（Tom Peters）的《解放型管理》（Liberation Management）和皮·蒂格森·波爾森（Per Thygesen Poulsen）的《思不可思》（Think the Unthinkable ，丹麥語：Tænk det Utænkelige  ）。孔林德離開奧迪康之後，哥本哈根商學院的梅特·摩爾辛教授（Mette Morsing）與克裏斯蒂安·艾貝格（Kristian Eiberg）於1998年共同編輯了《管不可管的十年》（Managing the Unmanagable for a Decade）一書，记录并討論了孔林德在奧迪康的工作。
自1998年以來，孔林德擔任了K.J Jacobs AG、Poul Due Jensens Fond、格蘭富集團、Unimerco Group、Zealand Pharma、LinKS、KeepFocus、Wemind等多家企業的非執行董事。2000年，他創建了 PreVenture A/S，一個由 BankInvest 管理的創業投資公司。PreVenture 下屬企業有 Retail Internet A/S，Yellowtel A/S，Isabella Smith A/S 和 KeepFocus A/S，於2009年被解散。如今，孔林德通過他的個人控股公司 Kolind A/S，持有 KeepFocus A/S 和 Wemind A/S 的多數股份。孔林德家族還擁有 Løndal Østerskov A/S，這是丹麥 Løndal 和 Addithus 物业的母公司。孔林德還是基督教日報（Kristeligt Dagblad）的董事會主席和丹斯克銀行（Danske Bank）的顧問委員會成員。 柯林德也是 Jacob Jensen 控股公司和 LinKS 的董事會會长。

## 作品著述
2000年孔林德出版《知識社會——丹麥21 世紀議程》一書（丹麥語：Vidensamfundet—Dagsorden for Danmark I det 21. Århundrede）。2006年，孔林德撰寫了《第二週期：跨越衰退期創建新成長平臺》（The Second Cycle–Winning the War Against Bureaucracy），已被翻譯成中文、俄文、韓文、西班牙語、瑞典語和丹麥語，並深受評論家和讀者歡迎。
孔林德還與雅各布·波特（Jacob Bøtte）共同撰寫了《去老闆化：今天和未來的領導力》（Unboss: Leadership For Today and For The Future）。他還為《創新的未來》（The Future of Innovation）一書撰稿，在其中，超過350 個全球傑出的學術、政治和商業思想家們分享了他們關於未來創新的真知灼見，並引申出當前的行動路線。

## 政治生涯
2007年5月7日，孔林德宣佈支持新成立的自由聯盟（Liberal Alliance），捐款十萬丹麥克朗，他希望能幫助丹麥面對來自低工資國家日益加劇的競爭，來自環境的挑戰，以及為丹麥文化的未來，建立一個新的政治力量。
在2007年11月的議會選舉中，孔林德代表自由聯盟在菲英島（Funen）地區參選。在競選過程中孔林德闡釋了全國性實施40% 統一稅率的好處，並假想以菲英島地區為例只徵收這一種稅。然而自由聯盟領導人誤以為孔林德的舉例式說明是一項具體的提議，認為不符合政黨的政治立場。這一誤會導致了選民產生疑慮，孔林德因此沒有當選，但他仍然繼續公開積極支持自由聯盟。

## 獲得獎項
孔林德1977年至1982年在哥本哈根大學擔任經濟學和規劃理論副教授。1993年獲得國家 IT 大獎（IT-prisen），1996年獲得全國管理大獎，同年孔林德被評為“年度風雲人物”，1998年被評為“年度社會企業家”（Årets Ildsjæl）。
1998年孔林德參與創立國家能力委員會（Det Nationale Kompetenceråd or Kompetencerådet），領導丹麥建立了1999年國家能力报表。孔林德與社會事務部長卡倫·耶斯佩森（Karen Jespersen）於1996年一道創辦了全國社會凝聚力網路，並於1998年創建哥本哈根社會凝聚力中心。2000年孔林德參與創立了全國兒童和文化理事會。自2007年以來，孔林德一直擔任世界童子軍基金會的董事會主席，並自2009年起一直是世界童軍委員會成員。
孔林德获得世界童军运动组织（World Organization of the Scout Movement）的最高國際獎項，和美国童军银色世界奖（Boy Scouts of America Silver World Award）及童军的巴登 – 鲍威尔世界团契（Baden-Powell World Fellowship）成员。並被授予丹麦 Dannebrog 骑士荣誉，和丹麦技术科学院的院士。

## 外部連結
- Kolind Kuren （http://kolindkuren.dk/）%5B%5D
- Dagbladet Information: Storbytosserne （http://www.information.dk/149264/）